# Virginische Kresse
Die Virginische Kresse (Lepidium virginicum) ist eine Pflanzenart aus der Gattung Kressen (Lepidium) innerhalb der Familie der Kreuzblütengewächse (Brassicaceae). Das ursprüngliche Verbreitungsgebiet sind weite Gebiete in der Neuen Welt, in vielen Ländern der Alten Welt ist sie ein Neophyt.

## Beschreibung

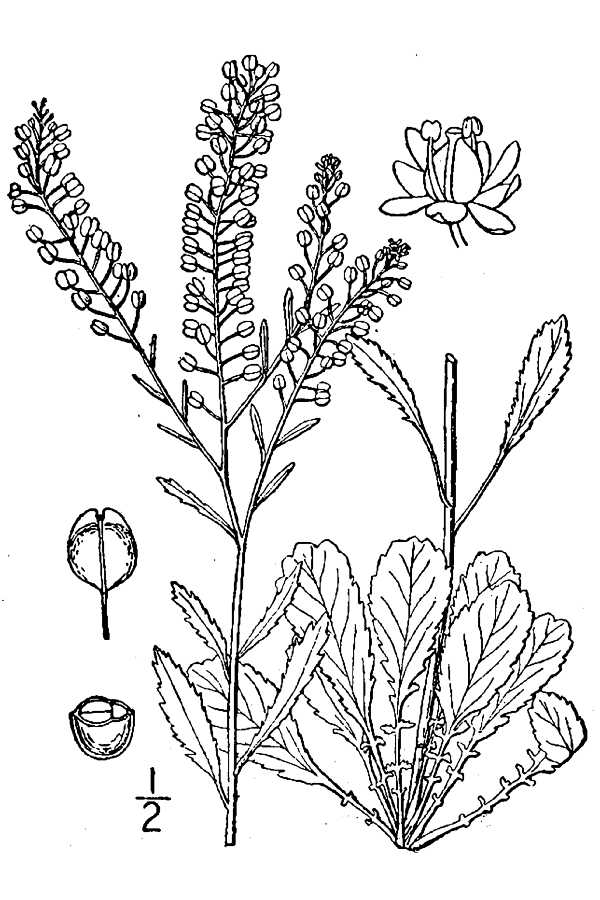
Illustration

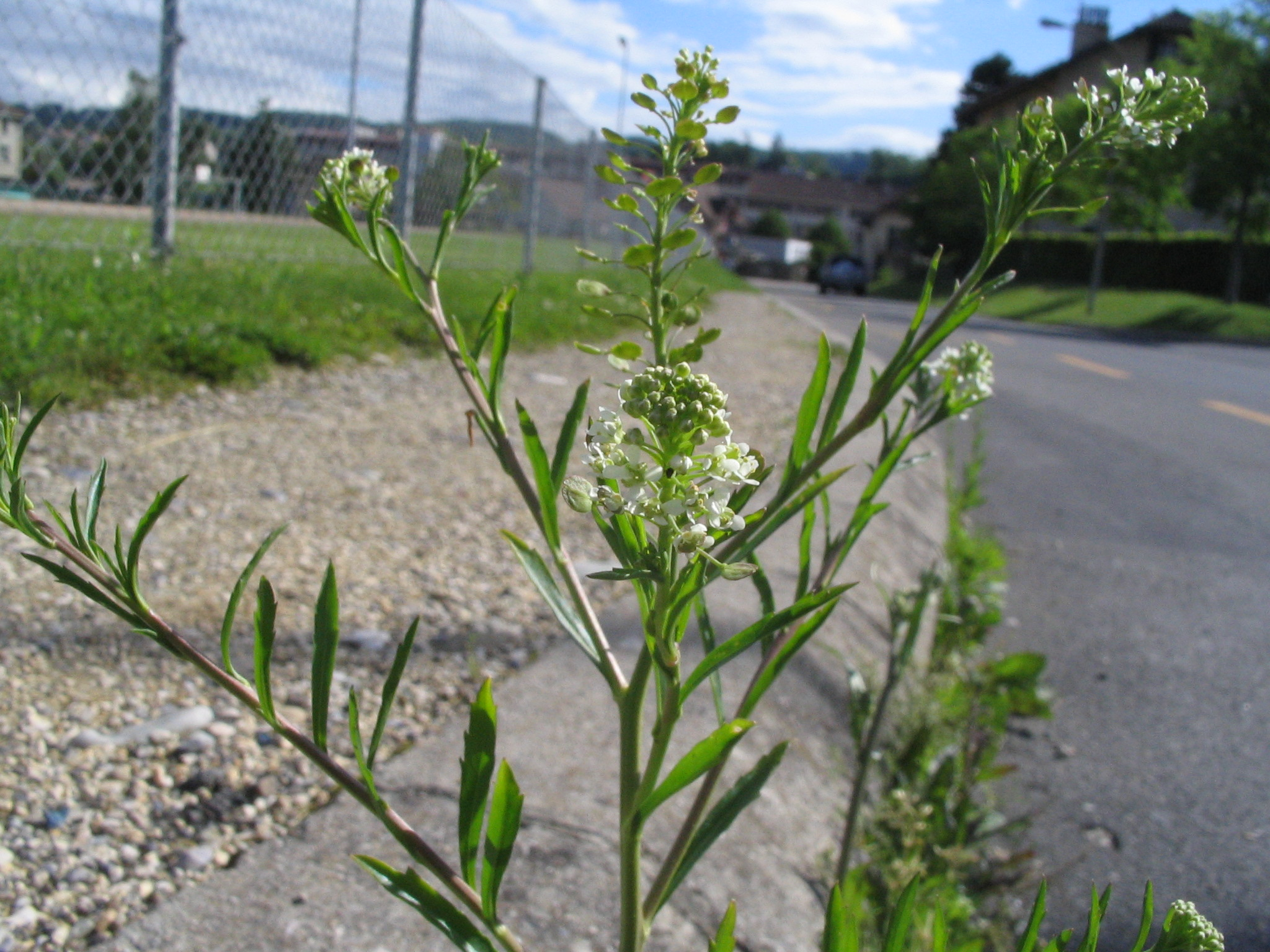
Blütenstand

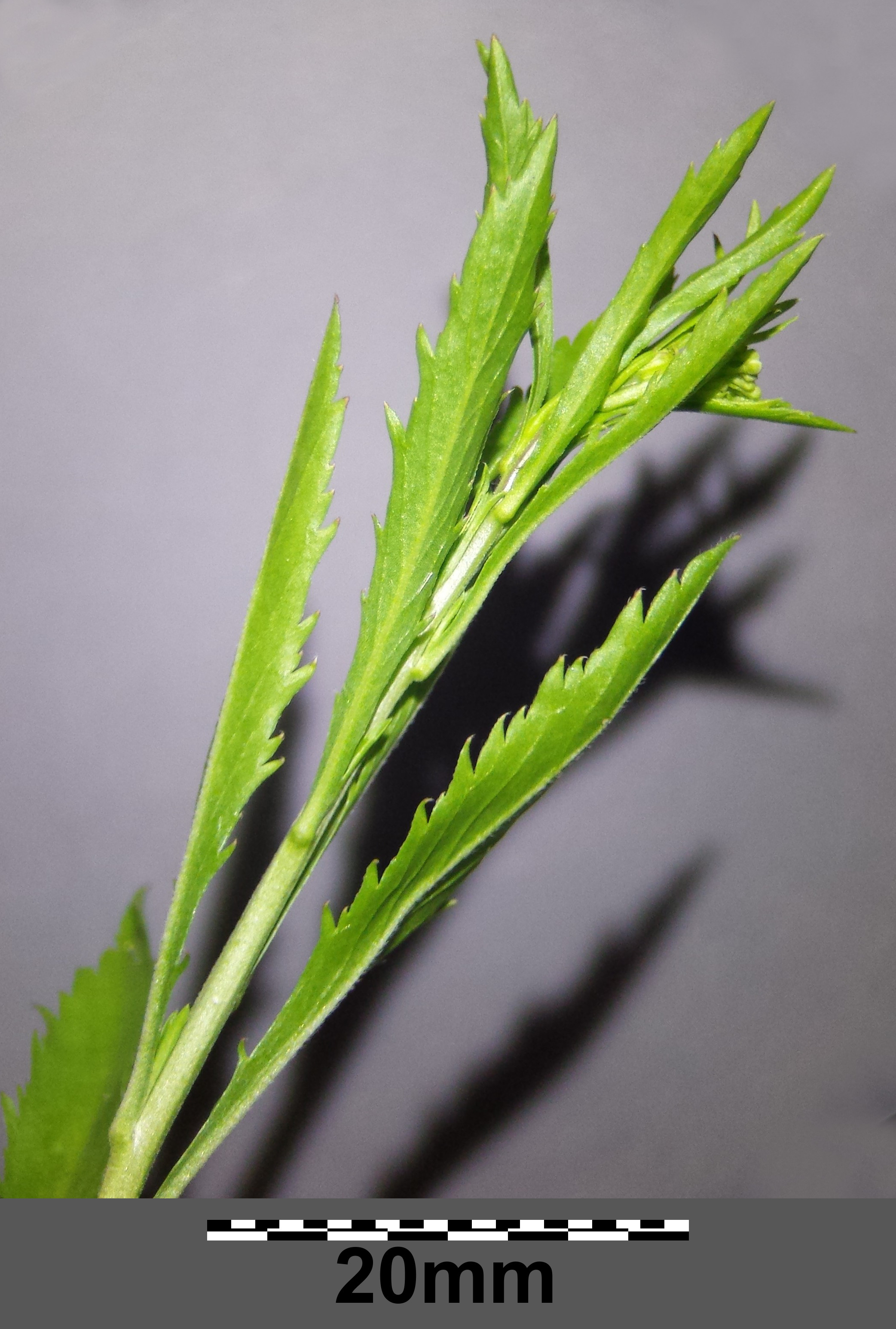
Stängel mit Laubblättern, die Stängelblätter sind länglich bis lanzettlich und scharf gezähnt.

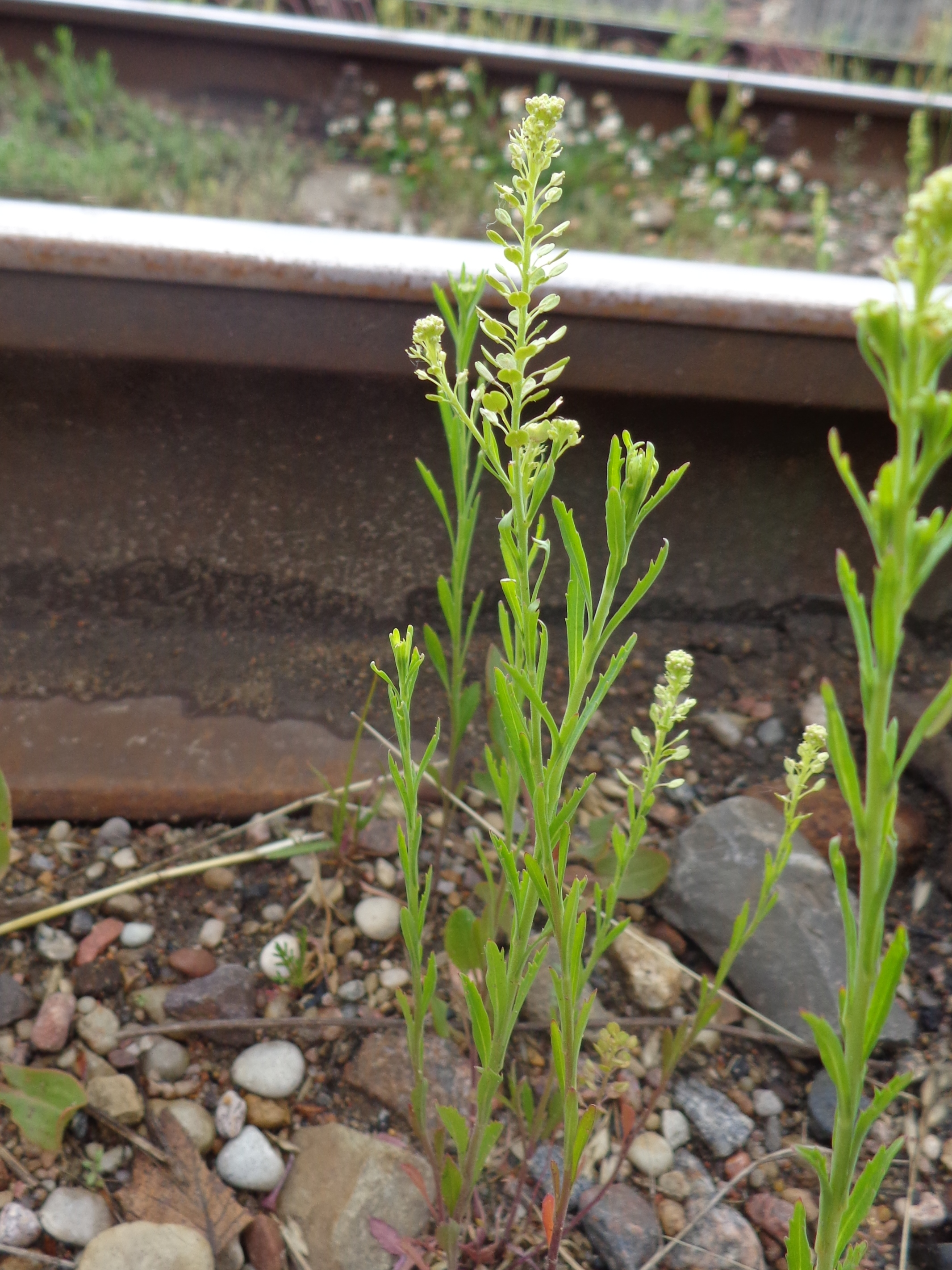
Habitus auf Bahnschotter

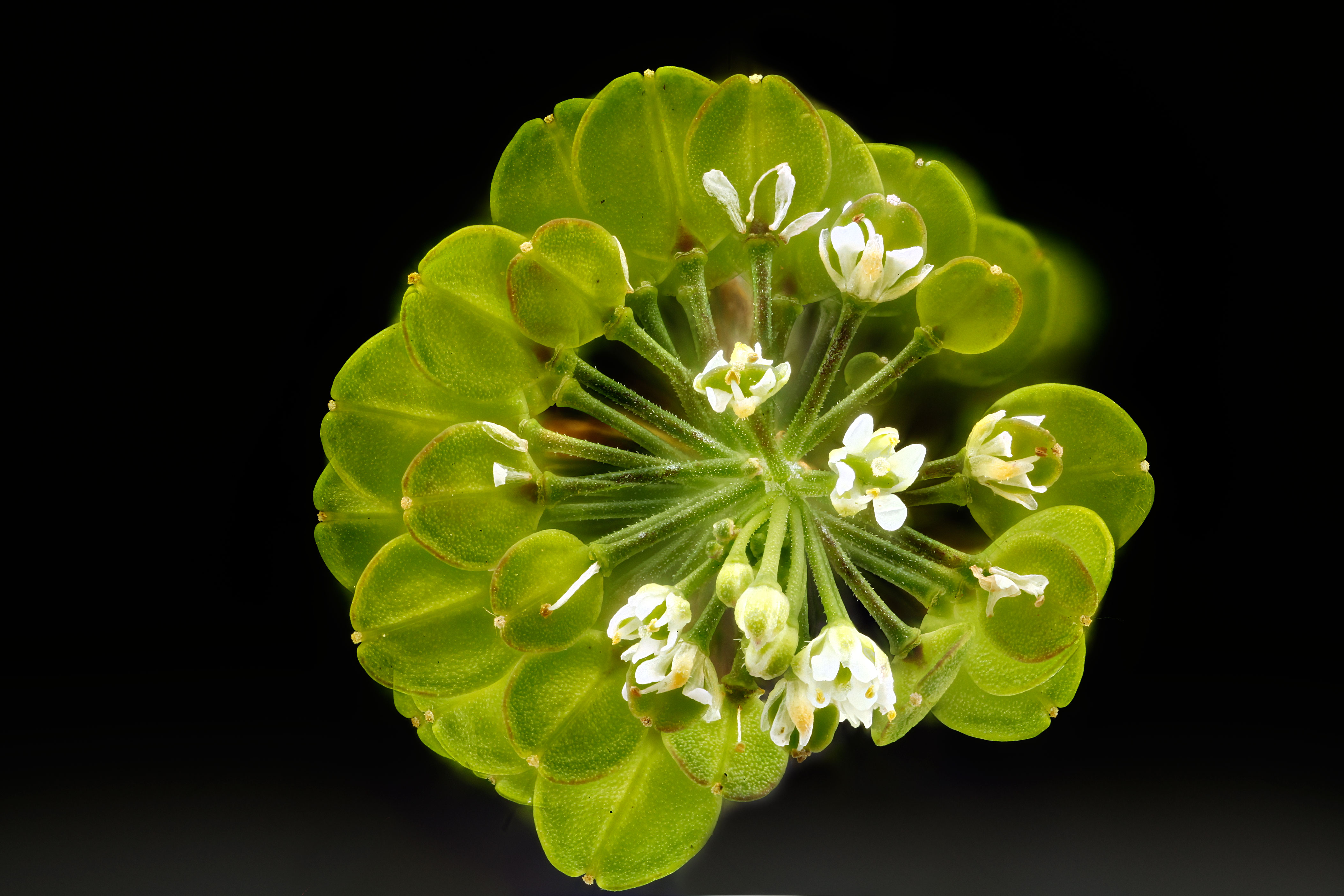
Blüten-/Fruchtstand vorn oben mit Schötchen im Detail

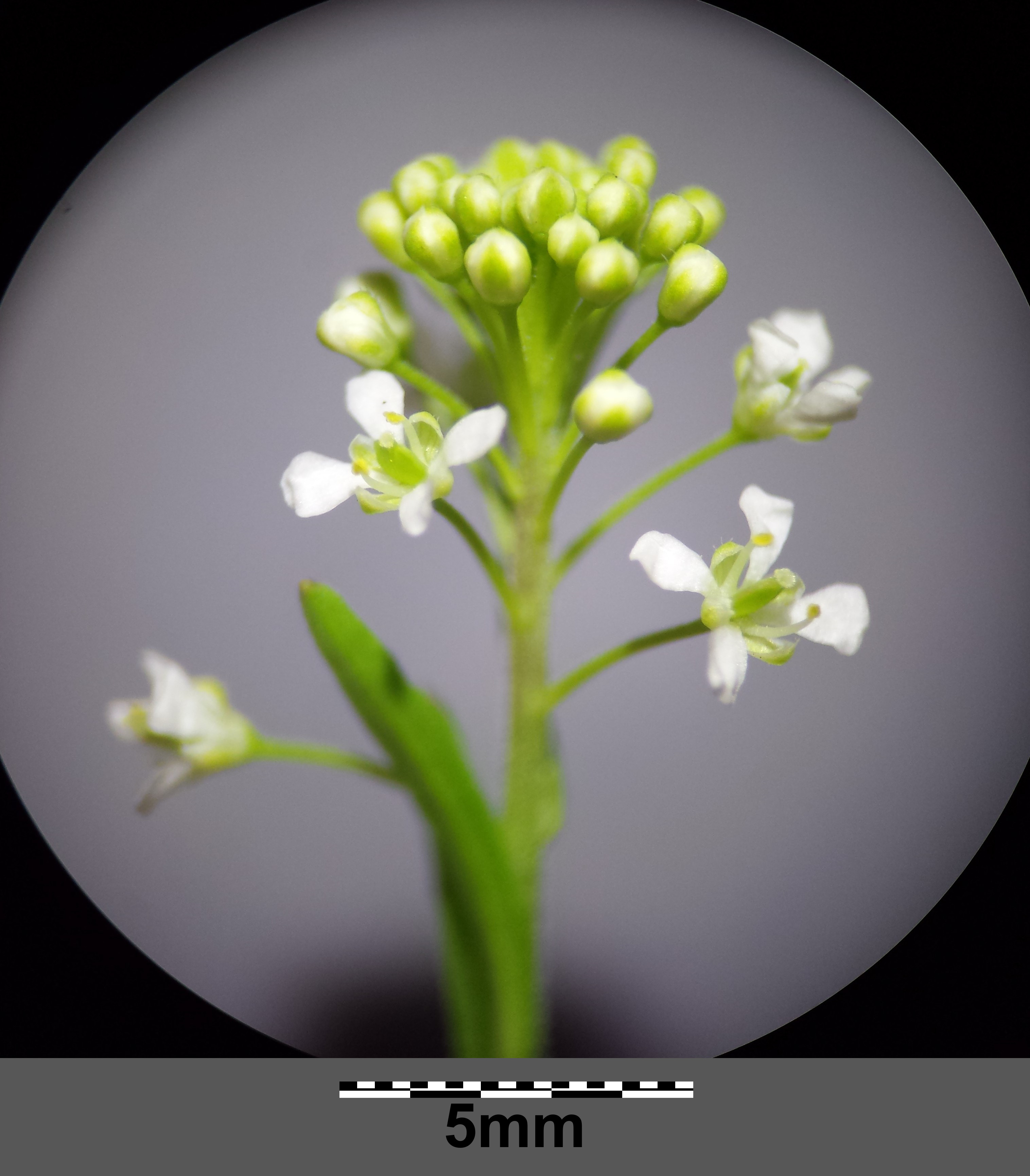
Blütenstand: Die vier weißen Kronblätter sind länger als der Kelch.

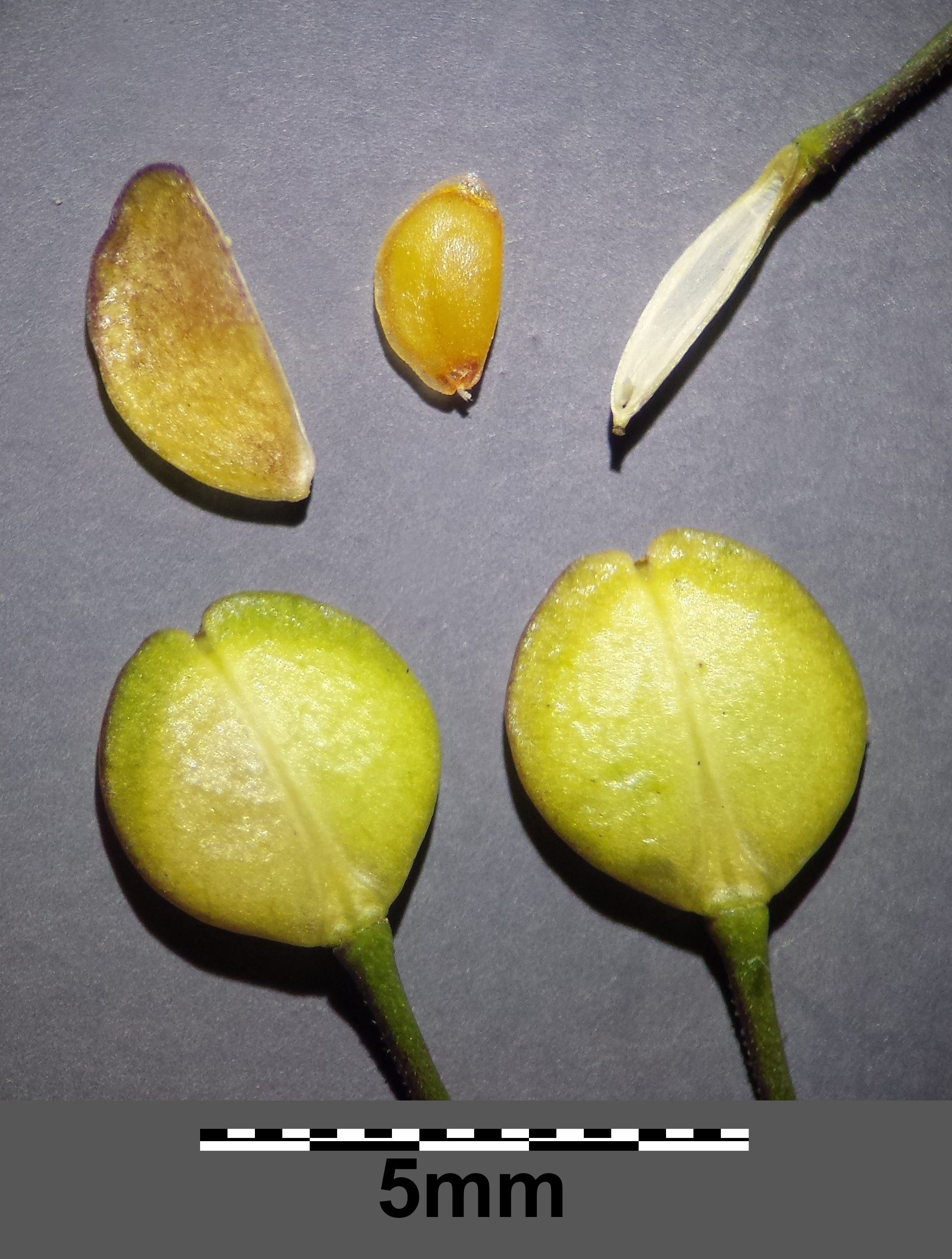
Schötchen mit Same

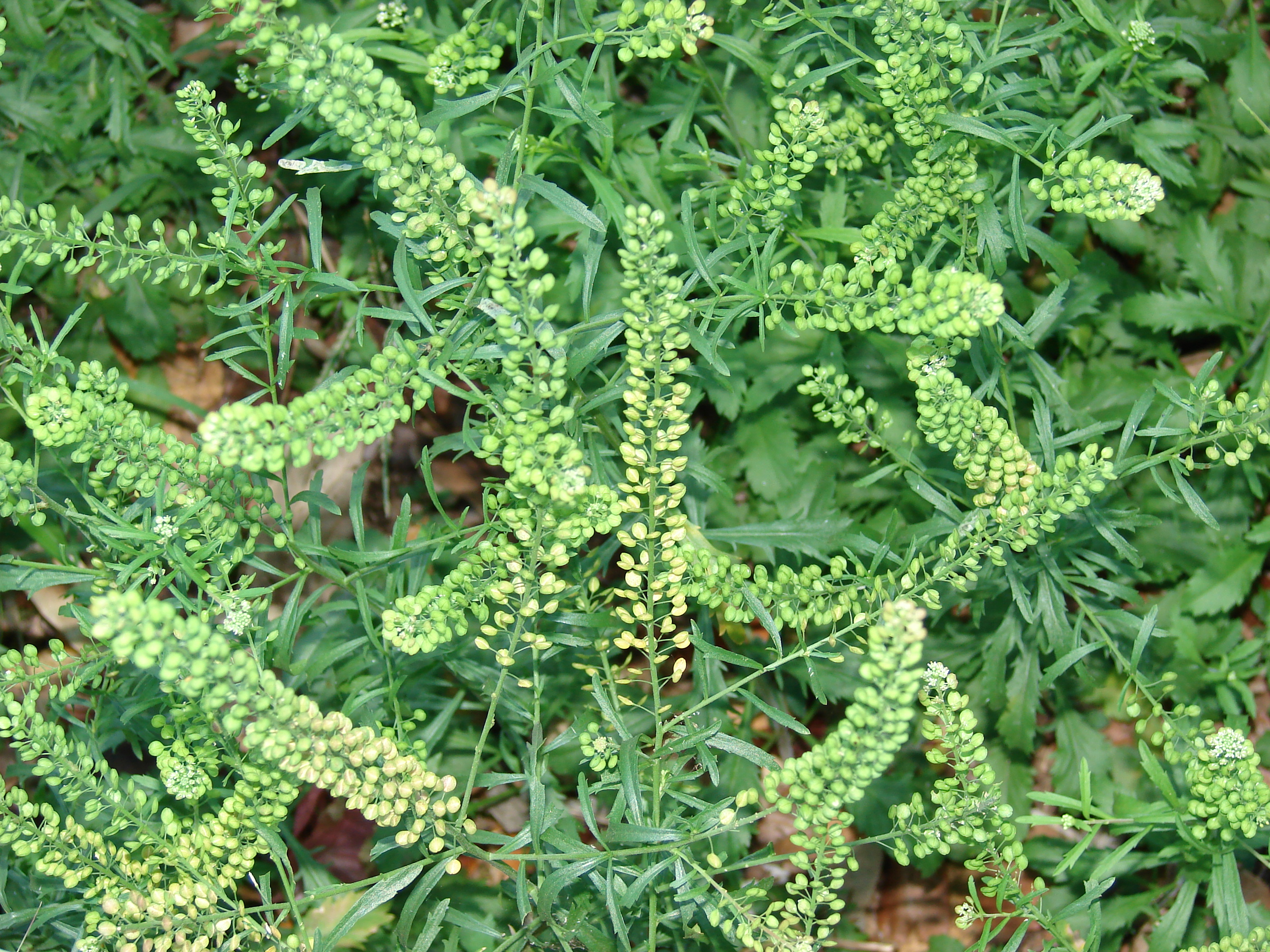
Fruchtstände

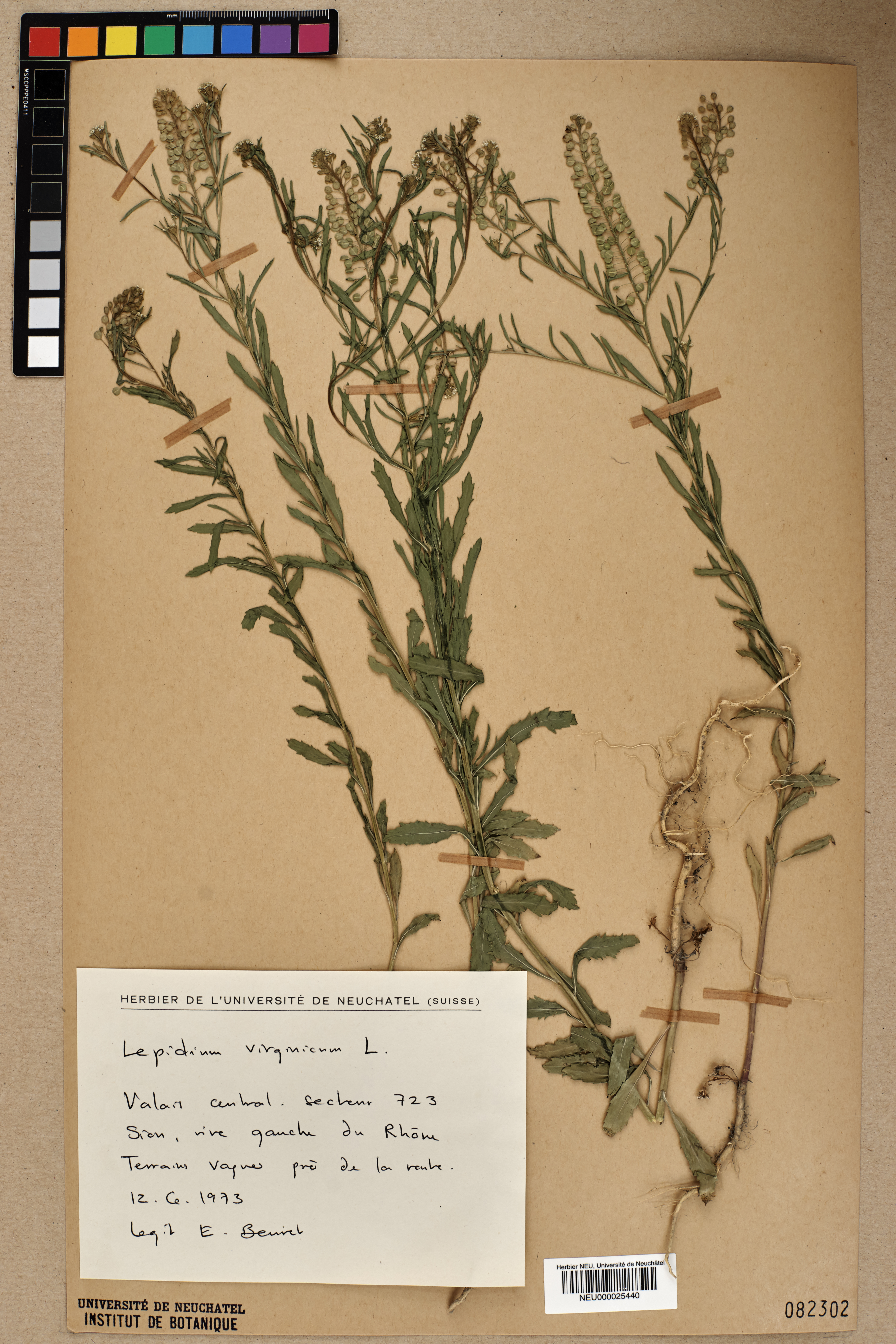
Herbarbeleg

### Erscheinungsbild und Blatt
Die Virginische Kresse wächst als überwinternd grüne, ein- oder zweijährige krautige Pflanze, die Wuchshöhen von meist 15 bis 50 (6 bis 70) Zentimeter erreicht. Die kahlen bis dicht fein behaarten Pflanzenteile besitzen einen Kressegeruch. Je Pflanzenexemplar wird nur ein selbständig aufrechter Stängel gebildet, der im oberen Bereich mehr oder weniger stark verzweigt ist und etwas angedrückte sichelförmig gebogene Haare (Indument) besitzt.
Die Laubblätter sind grundständig, aber nicht in einer Blattrosette, und wechselständig am Stängel verteilt angeordnet. Die Grundblätter sind bei einer Länge von meist 5 bis 15 (1 bis 15) Zentimeter im Umriss verkehrt-eiförmig, löffelförmig bis verkehrt-lanzettlich, gelappt bis leierförmig fiederspaltig, borstig behaart und zur Blütezeit meist verwelkt. Die Stängelblätter sind länglich-lanzettlich und scharf gezähnt. Die mittleren Stängelblätter sind 1 bis 6 Zentimeter lang gestielt und ihre im Umriss verkehrt-lanzettlich bis linealische Blattspreite ist einfach bis gezähnt. gelappt oder fiederteilig mit stängelumfassender Basis. Die obersten Blätter sind reduziert und meist ganzrandig oder selten gezähnt.

### Blütenstand und Blüte
Die Blütezeit in Mitteleuropa erstreckt sich von Mai bis August, in China von April bis Juni. In einem anfangs dichten, doldentraubigen Blütenstand stehen viele Blüten zusammen und die fein flaumig mit gekrümmten Trichomen behaarte, zylindrische Blütenstandsachse verlängert sich bis zur Fruchtreife.
Die zwittrigen Blüten sind vierzählig. Die vier Kelchblätter sind bei einer Länge von meist 0,7 bis 1 (0,5 bis 1,1) Millimetern sowie einer Breite von 0,3 bis 0,8, selten bis zu 1 Millimetern länglich und kahl oder besitzen im unteren Bereich wenige Haare (Trichome). Die Kronblätter sind länger als die Kelchblätter. Die vier weißen Blütenkronblätter sind mit einer Länge von meist 1 bis 1,5, selten bis zu 3 Millimetern sowie einer Breite von 1 bis 2,5 Millimetern löffelförmig bis verkehrt-lanzettlich, spatelförmig oder verkehrt-eiförmig. Es sind nur zwei oder selten vier Staubblätter vorhanden. Die Staubfäden sind 0,6 bis 0,8 Millimeter lang und die Staubbeutel sind 0,1 bis 0,2 Millimeter lang.

### Fruchtstand, Frucht und Samen
Der Fruchtstand ist traubig. Der mehr oder weniger speizender Fruchtstiel ist 2,5 bis 4, selten bis zu 6 Millimeter lang, zylindrisch oder abgeflacht und auf der Oberseite oder überall fein flaumig behaart oder kahl. Die kahlen, geschlossenbleibenden Schötchen sind bei einer Länge von meist 2,5 bis 3,5, selten bis zu 4 Millimetern sowie einer Breite von bis zu 3 Millimetern rundlich und an der Spitze etwas geflügelt und die Einkerbung ist 0,2 bis 0,5 Millimeter groß. Ihr 0,1 bis 0,2 Millimeter langer Griffel ist kürzer als die Ausrandung. In den zwei Fruchtfächern ist jeweils nur ein Same vorhanden. Die Fruchtklappen sind kahl oder fein behaart, ohne erkennbare Nerven. Die Samen sind bei einer Länge von 1,3 bis 2 Millimetern eiförmig.

### Chromosomensatz
Chromosomengrundzahl beträgt x= 8; es liegt Tetraploidie vor, also 2n = 32.

## Ökologie
Bei der Virginischen Kresse handelt es sich um einen Therophyten oder Hemikryptophyten und eine Halbrosettenpflanze.
Blütenökologisch handelt es sich um Scheibenblumen mit mehr oder weniger verborgenem Nektar, da sich die Nektarien an der Basis der Staubblätter befinden. Es erfolgt Insektenbestäubung (Entomophilie) oder Selbstbestäubung. Die Virginische Kresse ist selbstkompatibel, die Selbstbefruchtung führt also erfolgreich zum Samenansatz; sie ist fakultativ autogam, Selbstbefruchtung ist demnach die Regel und Fremdbefruchtung die Ausnahme. Die Bildung der Samen erfolgt sexuell, amphimiktisch.
Reife Früchte werden in Deutschland ab Juli beobachtet, in China reifen die Früchte zwischen Mai und September. Die Samenproduktion ist hoch, eine mittelgroße Pflanze kann 2000 bis 4000 Samen erzeugen. Die Diasporen sind die Samen. Es erfolgt Windausbreitung oder Menschenausbreitung.

## Vorkommen
Ursprünglich ist die Virginische Kresse von tropisch-montanen bis in gemäßigte Gebiete der Neuen Welt weitverbreitet. Sie ist von Kanada über die USA und Mexiko bis Panama und auf den Inseln der Karibik verbreitet. Als Neophyt kommt sie in großen Teilen Europas mit süd-subatlantischer Verbreitung, im nordöstlichen und südlichen Afrika, in Südamerika, in Ostasien, Indien, Bhutan, Pakistan, auf den Philippinen, in Australien, Neuseeland und auf zahlreichen Inseln im Pazifik vor.
Als eingebürgerter Neophyt findet man die Virginische Kresse in Mitteleuropa vor allem am Ober- und Mittelrhein, in der Pfalz, in Franken und Württemberg sowie in der Schweiz und in Österreich. Zunächst wurde die Art in botanischen Gärten in Europa kultiviert; so schon 1697 in Montpellier. Sie ist in Mitteleuropa erstmals im 18. Jahrhundert aus botanischen Gärten verwildert aufgetreten. Von den ersten Funden berichtete Albrecht Wilhelm Roth 1786 in Geestendorf bei Bremen und 1792 von Schweiburg (Jade). Später nennt Ludwig Reichenbach sie 1832 in seiner Flora germanica excusoria S. 662 als verwildert auf Äckern bei Altona. In Deutschland ist die Virginische Kresse heute stabil eingebürgert und kommt zerstreut in Baden-Württemberg, in der nördlichen Oberrheinebene, südlichen Pfalz, im Saarland, südlichen Brandenburg, in der Niederlausitz, im Ruhrgebiet sowie in der Kölner Bucht vor; in den anderen Teilen Deutschland ist sie selten und es gibt meist nur Einzelfunde. Die Virginische Kresse gilt für Deutschland und in allen Bundesländern als nicht gefährdet.
In Mitteleuropa besiedelt die Virginische Kresse Ödland, Bahnschotter, Gärten und Wegränder. Die Virginische Kresse gedeiht am besten auf nährstoffreichen, stickstoffhaltigen, steinig-kiesigen, oft etwas lehmigen Böden. Sie ist eine Charakterart des Conyzo-Lactucetum aus dem Verband Sisymbrion, kommt aber auch in Gesellschaften des Verbands Onopordion vor.
Die Zeigerwerte nach Ellenberg sind: Lichtzahl L8 = Halblicht- bis Volllichtpflanze, Temperaturzahl T7 = Wärmezeiger, Kontinentalitätszahl Kx = indifferentes Verhalten, Feuchtezahl F4 = Trocknis- bis Frischezeiger, Feuchtewechsel: keinen Wechsel der Feuchte zeigend, Reaktionszahl R6 = Schwachsäure- bis Mäßigsäurezeiger, Stickstoffzahl N5 = mäßig stickstoffreiche Standorte anzeigend, Salzzahl S0 = nicht salzertragend, Schwermetallresistenz: nicht schwermetallresistent; Zivilisationseinfluß: menschlicher Einfluss (Hemerobie): 5 (alpha-euhemerob) bis 6 (polyhemerob), Bindung an Städte (Urbanität): urbanophil (an Städte gebunden).
Die ökologischen Zeigerwerte nach Landolt et al. 2010 sind in der Schweiz: Feuchtezahl F = 2 (mäßig trocken), Lichtzahl L = 4 (hell), Reaktionszahl R = 3 (schwach sauer bis neutral), Temperaturzahl T = 4+ (warm-kollin), Nährstoffzahl N = 4 (nährstoffreich), Kontinentalitätszahl K = 3 (subozeanisch bis subkontinental), Salztoleranz 1 = tolerant.

## Systematik
Die Erstveröffentlichung von Lepidium virginicum erfolgte 1753 durch Carl von Linné In: Species Plantarum, 2, S. 645. Synonyme für Lepidium virginicum L. sind: Discovium gracile Raf., Discovium ohiotense DC., Lepidium diandrum Medik., Lepidium majus Darracq, Lepidium praecox (Raf.) DC., Nasturtium majus (Darracq) Kuntze.
Es gibt von Lepidium virginicum etwa zwei Unterarten, die früher als Varietäten geführt wurden:
- Lepidium virginicum subsp. menziesii (DC.) Thell. (Syn.: Lepidium virginicum var. medium (Greene) C.L.Hitchc., Lepidium virginicum var. pubescens (Greene) Thell., Lepidium virginicum var. robinsonii (Thell.) C.L.Hitchc., Lepidium medium Greene, Lepidium virginicum var. medium (Greene) C.L.Hitchc., Lepidium virginicum var. menziesii (DC.) C.L.Hitchc.): Sie ist von der kanadischen Provinz British Columbia über viele US-Bundesstaaten bis zu den mexikanischen Bundesstaaten Hidalgo, México, Morelos, Puebla verbreitet.[1]
- Lepidium virginicum L. subsp. virginicum (Syn..: Clypeola caroliniana Walter, Conocardamum virginicum (L.) Webb, Dileptium virginicum (L.) Raf., Iberis virginica (L.) Rchb., Lepidium virginicum var. centrali-americanum (Thell.) C.L.Hitchc., Lepidium virginicum subsp. centrali-americanum Thell., Lepidium virginicum var. durangense C.L.Hitchc., Lepidium virginicum var. tepicense C.L.Hitchc., Nasturtium virginicum (L.) Gillet & Magne, Thlaspi virginianum Poir., Thlaspi virginianum Poir., Thlaspi virginicum (L.) Cav.)[16]: Sie ist von Kanada über weite Gebiete der USA bis Mexiko verbreitet.[1]

## Inhaltsstoffe
Die Samen enthalten das Senfölglycosid Glucotropaeolin.

## Nutzung
Junge Blätter werden roh oder gegart gegessen. Die scharf nach Kresse schmeckenden Blätter sind reich an Vitamin C. Feingehackt werden die Blätter in Salate gegeben und werden zum Dekorieren von Speisen verwendet. Unreife Früchte besitzen einen guten scharfen Geschmack und können roh gegessen werden und man gibt sie als Gewürz in Suppen und Eintöpfe. Die Samen sind ein Pfeffer-Ersatz. Die medizinischen Wirkungen wurden untersucht. Früher wurde die Art als Mittel gegen Skorbut, Wassersucht oder Verschleimung der Lungen verwendet.

## Trivialnamen
Trivialnamen in unterschiedlichen Sprachen sind:
- Englisch: least pepperwort, peppergrass, poor-man’s pepperweed, poor-man’s-pepper, Virginia cress, Virginia pepper cress, Virginia pepperweed
- Portugiesisch (Brasilien): mastruço, mastruz, menstruz
- Spanisch: Peru: cresón, mancuerno; Venezuela: escobilla
- Schwedisch: virginiakrassing
- Chinesisch: 北美独行菜 bei mei du xing cai[6]